# Высокий суд Дели
Высокий суд Дели (хинди: दिल्ली उच्च न्यायालय) — высший судебный орган союзной территории Дели, Индии. Создан 31 октября 1966 года в соответствии с Законом о Высоком суде Дели 1966 года.

## История
Высокий суд в Лахоре был учреждён в 1919 году и осуществлял юрисдикцию над провинциями Пенджаб и Дели в период Британского владычества. Данный статус сохранялся вплоть до принятия Акта о независимости Индии 1947 года, создавшего доминионы Индию и Пакистан.
После Раздела Индии на основании Приказа о Высоких судах (Пенджаб) 1947 года 15 августа 1947 года был образован новый Высокий суд Восточного Пенджаба. Параллельно Приказ об адаптации индийских законов (1947) предписывал замену всех упоминаний Лахорского суда в законодательстве на ссылки на новый суд Восточного Пенджаба.
Первоначально Высокий суд Восточного Пенджаба заседал в Шимле в здании «Петерхоф», которое было уничтожено пожаром в январе 1981 года.
После перевода пенджабского правительственного секретариата в Чандигарх в 1954—1955 годах, суд также переместился в этот город. Переименованный в Высокий суд Пенджаба, он продолжал рассматривать дела союзной территории Дели через выездную сессию.
Учитывая особый статус Дели, численность населения и иные факторы, индийский парламент принял Закон о Высоком суде Дели 1966 года (5 сентября 1966), учредивший отдельный суд.
Первоначально юрисдикция Высокого суда Дели распространялась не только на Дели, но и на Химачал-Прадеш (через выездную сессию в Шимле в здании «Рейвенсвуд»). Такое положение сохранялось до вступления в силу Закона о штате Химачал-Прадеш 1970 года 25 января 1971 года.

## Структура

### Состав
- Главный судья: Девендра Кумар Упадхьяя (с 2025)
- Судьи: 45 постоянных и 15 дополнительных
- Рекордная нагрузка: 466-дел (на 2008 год)

### Окружные суды
В подчинении Высокого суда находятся 11 окружных судов, расположенных в 7 судебных комплексах:
- Тис Хазари (1958)
- Патияла Хаус (1977)
- Каркардума (1993)
- Рохини (2005)
- Дварка (2008)
- Сакет (2010)
- Раус-авеню (2019)[4]

## Известные дела
- Наз Фаундейшн против Правительства Дели (2009) — первое решение о декриминализации гомосексуализма[5]
- Дело о фотокопировании учебников Оксфорда (2016) — прецедент по авторскому праву
- Дело Wikimedia против Asian News International (2022) — о блокировке статей